# Metamorphic Force
Metamorphic Force (メタモルフィックフォース?) es un videojuego de arcade publicado por Konami en agosto de 1993. Es uno de los últimos beat 'em ups con scroll lateral de Konami en aparecer para recreativas junto con Violent Storm.
El juego utiliza el mismo motor de juego que el arcade de X-Men.